# جيمس أوبراين (سياسي كندي)
جيمس أوبراين هو سياسي كندي، ولد في 1824. انتخب عضو الجمعية التشريعية لنيو برونزويك ‏.